# Esteros del Iberá

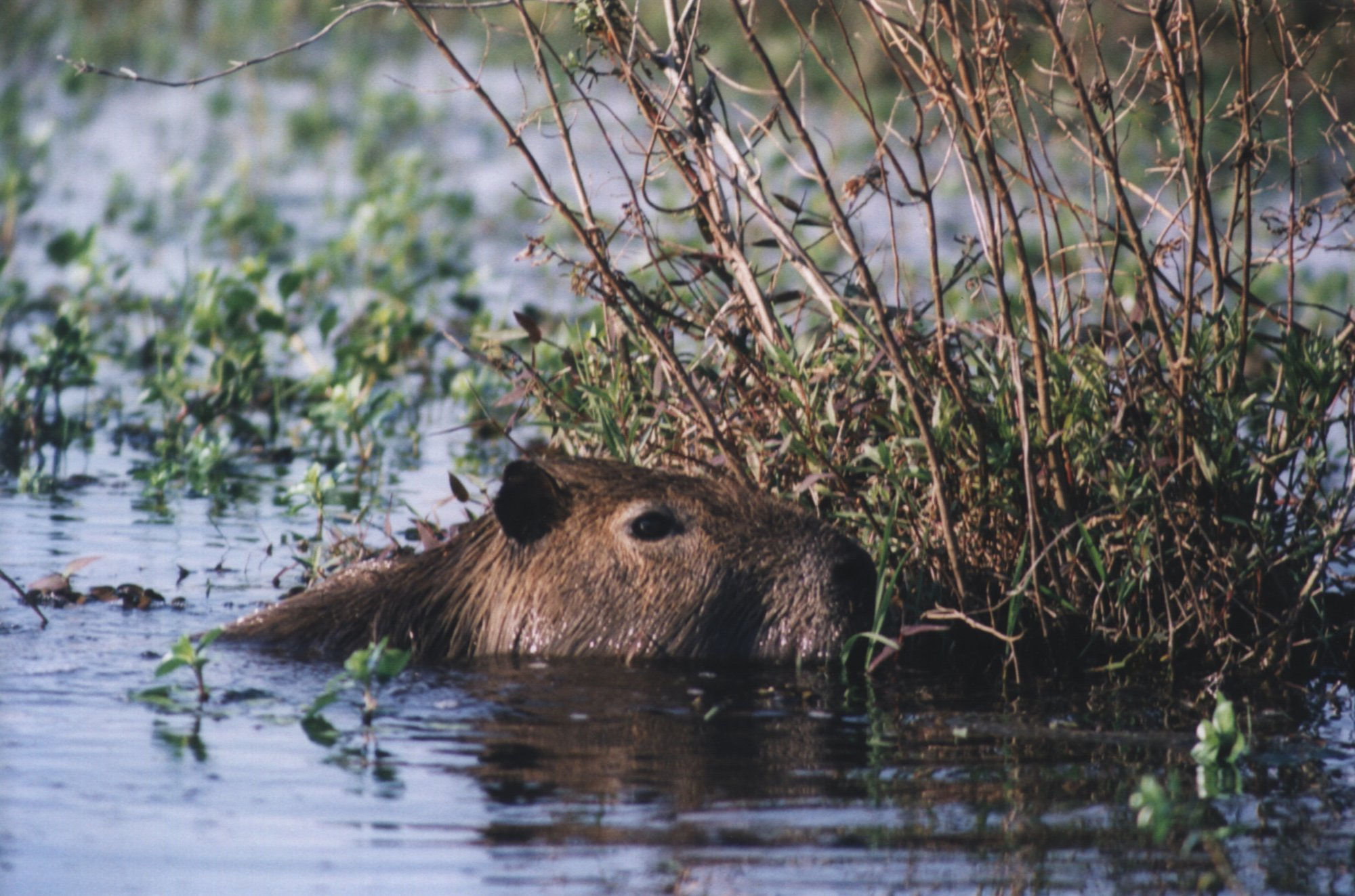
Een capibara in de moerassen

De Esteros del Iberá zijn een gebied in de provincie Corrientes in Argentinië. Het gebied kenmerkt zich door de vele moerassen, venen, meren en lagunes. De Esteros zijn met een oppervlakte van 20.000 km² een van de grootste moerassen ter wereld en een van de belangrijkste zoetwaterreservoirs van Zuid-Amerika. De naam Iberá is afgeleid van y berá, dat "glinsterend water" betekent in het Guarani.
In het gebied wordt extensieve veeteelt beoefend, er wordt rijst geteeld en er is ook bosbouw met aanplant van dennen.
Het gebied is bekend om zijn grote biodiversiteit. De twee alligatorsoorten uit Argentinië, de yacarekaaiman en de breedsnuitkaaiman, komen voor in dit gebied. Halsbandpekari's, reuzenmiereneters, pampaherten en groenvleugelara's waren er uitgestorven maar werden opnieuw geïntroduceerd in dit gebied. Er leven ongeveer 350 verschillende vogelsoorten.
In het gebied liggen de volgende beschermde natuurgebieden:
- Nationaal Park Iberá
- Natuurreservaat Iberá